# 카를 디터스 폰 디터스도르프
카를 디터스 폰 디터스도르프(독일어: Carl Ditters von Dittersdorf, 1739년 11월 2일 ~ 1799년 10월 24일)는 오스트리아의 작곡가, 바이올리니스트, 은비학자이다. 하이든과 모차르트의 친구였다.

## 삶
그는 오스트리아 빈 지역에서 태어났다. 그의 아버지는 카를 6세의 오스트리아 제국 군대에서 독일어를 사용하는 여러 연대의 군사 재단사였다. 명예롭게 군 복무를 마친 후, 그는 제국 극장에서 왕실의 추천서와 부비동을 제공받았다. 1745년 바이올린을 소개받았고 그의 아버지의 적당한 재정 상태 덕분에 예수회 학교에서 좋은 일반 교육을 받았을 뿐만 아니라 음악, 바이올린, 프랑스어 및 종교에 대한 사교육을 받을 수 있었다. 첫 번째 교사를 떠난 후 J. Ziegler 에게 바이올린을 배웠다.
작센힐트부르크하우젠의 요제프 공은 1751년 3월 1일 그를 궁정 오케스트라에 고용했다. 오스트리아 황후는 황실 극장 감독인 뒤 라초 백작을 통해 자신의 오케스트라를 위해 디터스도르프를 고용했다. 1761년에는 제국 극장 오케스트라의 바이올리니스트로, 1762년에는 지휘자로 활동했다. 이 기간 동안 그는 크리스토프 빌리발트 글루크를 알게 되었다. 1764년 그는 요제프 하이든을 만나 가장 가까운 친구가 되었다.

그는 교향곡, 현악 4중주 및 기타 실내악과 오페라 부페를 작곡했다.
1785년경 하이든, 디터스도르프, 모차르트, 반할은 현악 4중주를 함께 연주했고 디터스도르프는 제1바이올린, 하이든은 제2바이올린, 모차르트는 비올라, 반할은 첼로를 맡았다. 동시대의 가장 위대한 작곡가 4명의 공동 음악 제작에 참여하는 이미지는 고전 시대(18세기 후반 포함)의 잊을 수 없는 삽화로 남아 있다.
1794년, 요하네스베르크에서 24년을 보낸 후, 디터스도르프는 폰 샤프고츠와 심각한 충돌 후 그의 궁전에서 추방되었다. 그의 마지막 10년은 출판을 위해 자신의 음악을 편집하고 편집하는 것 외에도 오페라 제작을 감독하는 데 바빴다.

## 스타일과 명성
초기 작업은 후기 작곡의 토대를 마련했다. 그의 교향곡과 실내악 구성은 그의 작품에서 종종 완전히 결여된 동기적 전개 대신에 감각적인 이탈리아-오스트리아 선율을 크게 강조한다. 초기 이탈리아 오페라 부페 이후에 그는 독일의 징슈필 작곡으로 방향을 틀었다.